# Чудеса на Свети Димитър
„Чудесата на свети Димитър“ (на гръцки: Θαύματα του Αγίου Δημητρίου, на латински: Miracula Sancti Demetrii) е средногръцки сборник с омилии от VII век. Сборникът, който разказва за чудесата, извършени от солунския покровител свети Димитър, е изключително важен източник за историята на славянското заселване в Южна Македония и изобщо за ранната история на Балканския полуостров.

## Издание
Основното издание е двутомният сборник „Les plus anciens recueils des miracles de saint Démétrius et la pénétration des Slaves dans les Balkans“ (текст и коментари) на известния френски византинист Пол Льомерл.